# Bogomilos

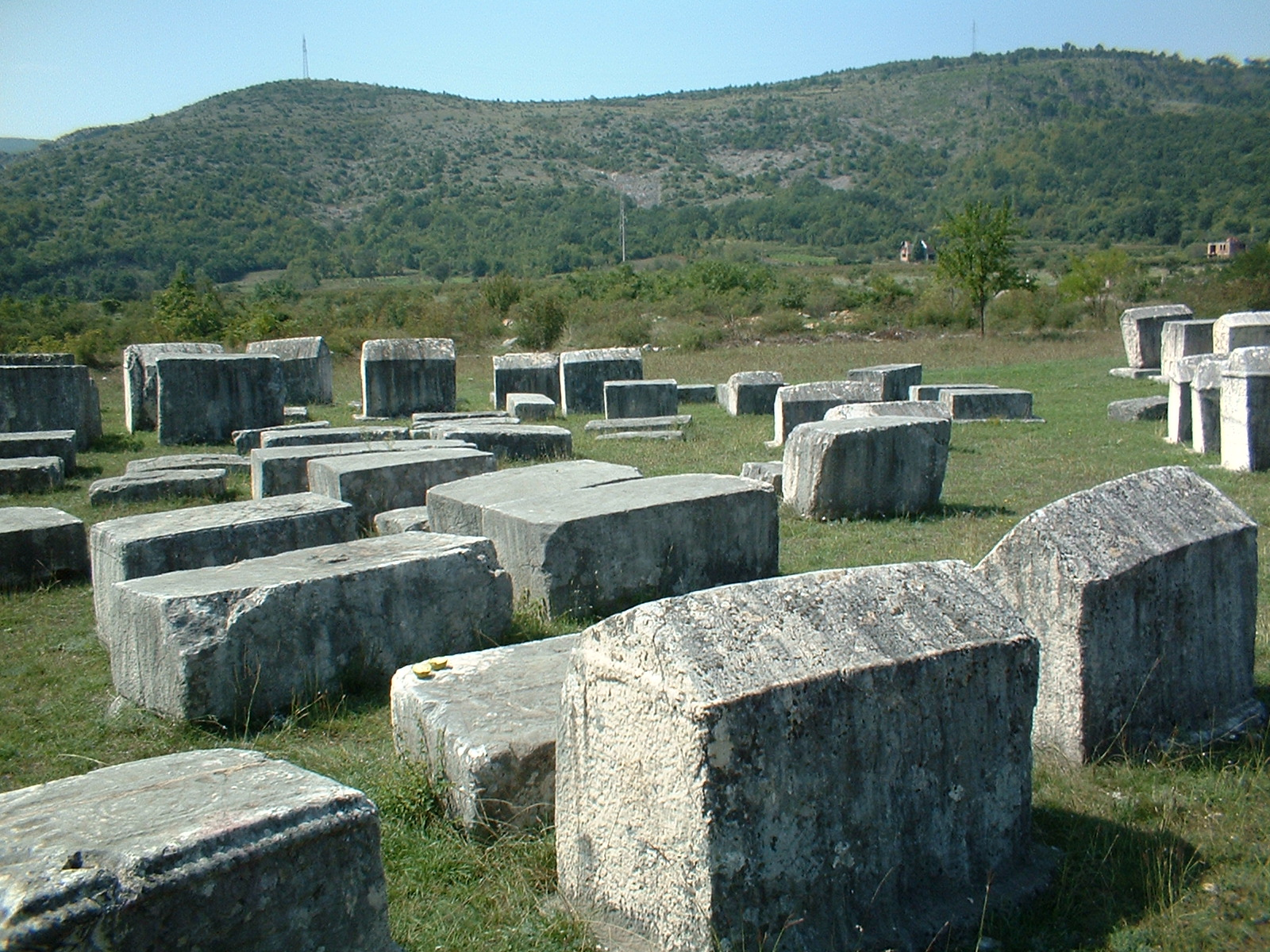
Cementerio bogomilo en Bosnia.

Los bogomilos fueron una comunidad herética de vida rigurosamente ascética, con creencias docetistas y gnósticas, cuyo origen se remonta al siglo X en la región de Tracia (actual Bulgaria, Rumelia y norte de Grecia), así como en Bosnia.

## Etimología
La palabra «bogomilo» significa ‘querido o amado de Dios’ y proviene de la combinación de dos palabras de origen eslavo: bog, que significa ‘dios’, y mil, milo, que significa ‘querido’. Algunas otras versiones de la etimología suponen que el término deriva de su principal patriarca, llamado Bogomil.

## Origen

Expansión por Europa del bogomilismo entre los siglos x y xv.

En el año 864, el soberano (jan) búlgaro Boris I es bautizado por los ortodoxos bizantinos, comenzando así la Iglesia ortodoxa su misión de conversión por todo el territorio búlgaro. Sin embargo, por aquella época ya habían penetrado diferentes credos y creencias de carácter animistas y paganas que harían difícil la evangelización ortodoxa de tales territorios. De esta forma, los paulicianos, que huían a Bulgaria tras la destrucción por parte de las tropas bizantinas de su capital Tefricia (872) en Capadocia y la erradicación del paulicianismo y del tondraquianismo en Asia Menor reforzada mediante las deportaciones que efectuó Juan I Tzimisces desde el oriente de Anatolia hacia los themas de Tracia, encuentran un caldo de cultivo ideal para la expansión de sus ideas dualistas.
Fue un sacerdote búlgaro, apodado a sí mismo Bogomilo, quien, a finales del siglo XI, aunó todas las ideas y creencias heterodoxas que se extendían por Tracia en aquel momento, dando así origen a los bogomilos y al bogomilismo.

## Principios religiosos
- Negaban el nacimiento divino de Cristo, la coexistencia personal del Padre, del Hijo y del Espíritu Santo y afirmaba que Cristo no había sufrido la crucifixión, ya que su cuerpo sólo era aparente y no real (Docetismo).
- Sostenían la concepción dualista maniquea del origen del mundo. En realidad creían que Dios había tenido dos hijos, Satán y Miguel, el mal y el bien, respectivamente.
- Negaban la validez de las ceremonias y los sacramentos cristianos.
- Los milagros hechos por Jesús eran interpretados en un sentido espiritual, no como hechos materiales reales.
- El bautismo solo se debía practicar a las personas adultas, sin agua ni aceite, sino por la autorrenuncia, las plegarias y el cantar de himnos.
- Habían de instruirse los unos a los otros y no tenían sacerdotes especiales. Rezaban en casa, no en edificios religiosos.

Se conocieron dos ramas principales. Una, la más puritana, recibió el nombre de «albanesa» por el hecho de que gran parte de sus integrantes se retiraba a vivir en las zonas montañosas; la rama menos estricta se ha conocido con el nombre de «garatense».
Tras ser prácticamente exterminados en Tracia —principalmente por orden de los emperadores bizantinos— muchos se refugiaron en el país actualmente conocido como Bosnia, donde llegaron a ser la mayoría de la población merced a que su territorio era un área tapón entre la zona de influjo de la Iglesia católica al oeste y la de la llamada Iglesia ortodoxa griega al este, en efecto, los bogomilos bosnios se encontraban entre los croatas católicos y los serbios ortodoxos.
Al producirse la invasión turca otomana a la península de los Balcanes en el siglo XV, gran parte de los bogomilos se aliaron con los turcos ante los cristianos. A partir de entonces, la mayoría de los bogomilos se convirtió consensuadamente al islam sunita.
Por otra parte —siempre durante el medioevo, ya desde el siglo X— los bogomilos fomentaron en Italia la llamada «creencia patarina», mientras que en Occitania y el noreste de España influyeron para que allí se instaurara y prosperara la creencia, muy afín al bogomilismo, de los cátaros.
Como los bogomilos, los cátaros rechazaban el matrimonio y consideraban el mundo actual como un producto del mal, de modo que solían practicar el celibato o formar comunidades en las cuales el celibato era frecuente. Esto dio pábulo a la reputación según la cual los bogomilos eran homosexuales sodomitas (al punto de que, al ser ellos llamados por confusión frecuentemente «búlgaros», luego tal apodo pasó a ser la etimología de la palabra bujarrón o buharrón).